# Liste der Gemarkungen im Landkreis Tirschenreuth
In der Liste der Gemarkungen im Landkreis Tirschenreuth werden die 106 Gemarkungen mit 129 Gemarkungsteilen im Landkreis Tirschenreuth aufgezeigt. 
Die Gemarkung Pechbrunn hat Gemarkungsteile in vier benachbarten Gemeinden, die drei Gemarkungen Lenau, Lengenfeld b.Tirschenreuth und Voitenthan in drei benachbarten Gemeinden und die 14 Gemarkungen Beidl, Großkonreuth,  Gumpen, Hohenthan, Hohenwald, Kondrau, Liebenstein, Pleußen, Reuth b.Erbendorf, Schönficht, Schwarzenbach, Trautenberg, Wernersreuth und Wiesau in zwei benachbarten Gemeinden.
Die größte Anzahl unterschiedlicher Gemarkungen (14) gibt es in der Gemeinde Kemnath.
Im Landkreis Tirschenreuth gibt es kein gemeindefreies Gebiet.
| Gemarkung                     | Gemarkungs- schlüssel | Gemarkungs- teil | Gemeinde          | Fläche in Hektar |
| ----------------------------- | --------------------- | ---------------- | ----------------- | ---------------- |
| Ahornberg                     | 4214                  | 0                | Immenreuth        | 1407,9           |
| Atzmannsberg                  | 4234                  | 0                | Kemnath           | 734,66           |
| Bärnau                        | 4158                  | 0                | Bärnau            | 1249,4           |
| Bärnhöhe                      | 4128                  | 0                | Friedenfels       | 161,18           |
| Beidl                         | 4164                  | 0                | Plößberg          | 1779,9           |
| Beidl                         | 4164                  | 1                | Tirschenreuth     | 1779,9           |
| Berndorf                      | 4223                  | 0                | Kemnath           | 163,12           |
| Betzenmühle                   | 4162                  | 0                | Plößberg          | 18,17            |
| Brand                         | 4201                  | 0                | Brand             | [ 9 ]            |
| Dechantsees                   | 4209                  | 0                | Pullenreuth       | [ 10 ]           |
| Dippersreuth                  | 4154                  | 0                | Mähring           | [ 11 ]           |
| Ebnath                        | 4202                  | 0                | Ebnath            | [ 12 ]           |
| Eisersdorf                    | 4227                  | 0                | Kemnath           | [ 13 ]           |
| Ellenfeld                     | 4157                  | 0                | Bärnau            | [ 14 ]           |
| Erbendorf                     | 4135                  | 0                | Erbendorf         | [ 15 ]           |
| Falkenberg                    | 4132                  | 0                | Falkenberg        | [ 16 ]           |
| Fortschau                     | 4231                  | 0                | Kemnath           | [ 17 ]           |
| Friedenfels                   | 4129                  | 0                | Friedenfels       | [ 18 ]           |
| Fuchsmühl                     | 4125                  | 0                | Fuchsmühl         | [ 19 ]           |
| Griesbach                     | 4155                  | 0                | Mähring           | [ 20 ]           |
| Groschlattengrün              | 4115                  | 0                | Pechbrunn         | [ 21 ]           |
| Großensees                    | 4120                  | 0                | Leonberg          | [ 22 ]           |
| Großensterz                   | 4121                  | 0                | Mitterteich       | [ 23 ]           |
| Großklenau                    | 4147                  | 1                | Tirschenreuth     | [ 24 ]           |
| Großkonreuth                  | 4152                  | 0                | Mähring           | [ 25 ]           |
| Großkonreuth                  | 4152                  | 1                | Tirschenreuth     | [ 25 ]           |
| Gumpen                        | 4131                  | 0                | Falkenberg        | [ 26 ]           |
| Gumpen                        | 4131                  | 1                | Tirschenreuth     | [ 26 ]           |
| Guttenberg                    | 4235                  | 1                | Kemnath           | [ 27 ]           |
| Hauxdorf                      | 4136                  | 0                | Erbendorf         | [ 28 ]           |
| Helmbrechts                   | 4110                  | 0                | Waldershof        | [ 29 ]           |
| Höflas                        | 4225                  | 0                | Kemnath           | [ 30 ]           |
| Hohenhard                     | 4113                  | 0                | Waldershof        | [ 31 ]           |
| Hohenthan                     | 4159                  | 0                | Bärnau            | [ 32 ]           |
| Hohenthan                     | 4159                  | 1                | Plößberg          | [ 32 ]           |
| Hohenwald                     | 4148                  | 0                | Falkenberg        | [ 33 ]           |
| Hohenwald                     | 4148                  | 1                | Tirschenreuth     | [ 33 ]           |
| Höll u.Haid                   | 4205                  | 0                | Pullenreuth       | [ 34 ]           |
| Immenreuth                    | 4216                  | 0                | Immenreuth        | [ 35 ]           |
| Kaibitz                       | 4232                  | 0                | Kemnath           | [ 36 ]           |
| Kastl                         | 4239                  | 0                | Kastl             | [ 37 ]           |
| Kemnath                       | 4226                  | 0                | Kemnath           | [ 38 ]           |
| Kondrau                       | 4102                  | 0                | Konnersreuth      | [ 39 ]           |
| Kondrau                       | 4102                  | 1                | Waldsassen        | [ 39 ]           |
| Konnersreuth                  | 4103                  | 0                | Konnersreuth      | [ 40 ]           |
| Kössain                       | 4106                  | 0                | Waldershof        | [ 41 ]           |
| Kötzersdorf                   | 4222                  | 0                | Kemnath           | [ 42 ]           |
| Krummennaab                   | 4139                  | 0                | Krummennaab       | [ 43 ]           |
| Kulmain                       | 4219                  | 0                | Kulmain           | [ 44 ]           |
| Langentheilen                 | 4206                  | 0                | Pullenreuth       | [ 45 ]           |
| Lenau                         | 4217                  | 0                | Kulmain           | [ 46 ]           |
| Lenau                         | 4217                  | 2                | Brand             | [ 46 ]           |
| Lenau                         | 4217                  | 3                | Immenreuth        | [ 46 ]           |
| Lengenfeld b.Groschlattengrün | 4109                  | 0                | Waldershof        | [ 47 ]           |
| Lengenfeld b.Tirschenreuth    | 4151                  | 0                | Falkenberg        | [ 48 ]           |
| Lengenfeld b.Tirschenreuth    | 4151                  | 1                | Tirschenreuth     | [ 48 ]           |
| Lengenfeld b.Tirschenreuth    | 4151                  | 2                | Plößberg          | [ 48 ]           |
| Leonberg                      | 4118                  | 0                | Leonberg          | [ 49 ]           |
| Liebenstein                   | 4161                  | 0                | Plößberg          | [ 50 ]           |
| Liebenstein                   | 4161                  | 1                | Tirschenreuth     | [ 50 ]           |
| Lochau                        | 4211                  | 1                | Pullenreuth       | [ 51 ]           |
| Löschwitz                     | 4233                  | 0                | Kemnath           | [ 52 ]           |
| Mähring                       | 4153                  | 0                | Mähring           | [ 53 ]           |
| Matzersreuth                  | 4150                  | 0                | Tirschenreuth     | [ 54 ]           |
| Mengersreuth                  | 4208                  | 0                | Pullenreuth       | [ 55 ]           |
| Mitterteich                   | 4117                  | 0                | Mitterteich       | [ 56 ]           |
| Münchenreuth                  | 4101                  | 0                | Waldsassen        | [ 57 ]           |
| Neualbenreuth                 | 4124                  | 0                | Bad Neualbenreuth | [ 58 ]           |
| Neuköslarn                    | 4213                  | 0                | Pullenreuth       | [ 59 ]           |
| Neusorg                       | 4203                  | 0                | Neusorg           | [ 60 ]           |
| Oberbruck                     | 4218                  | 0                | Kulmain           | [ 61 ]           |
| Oberwappenöst                 | 4221                  | 0                | Kulmain           | [ 62 ]           |
| Ottengrün                     | 4123                  | 0                | Bad Neualbenreuth | [ 63 ]           |
| Pechbrunn                     | 4116                  | 0                | Konnersreuth      | [ 64 ]           |
| Pechbrunn                     | 4116                  | 1                | Mitterteich       | [ 64 ]           |
| Pechbrunn                     | 4116                  | 2                | Pechbrunn         | [ 64 ]           |
| Pechbrunn                     | 4116                  | 3                | Wiesau            | [ 64 ]           |
| Pfaben                        | 4133                  | 0                | Erbendorf         | [ 65 ]           |
| Pfaffenreuth                  | 4119                  | 0                | Leonberg          | [ 66 ]           |
| Pilgramsreuth                 | 4207                  | 0                | Pullenreuth       | [ 67 ]           |
| Pilmersreuth a.Wald           | 4146                  | 0                | Tirschenreuth     | [ 68 ]           |
| Pleußen                       | 4114                  | 0                | Konnersreuth      | [ 69 ]           |
| Pleußen                       | 4114                  | 1                | Mitterteich       | [ 69 ]           |
| Plößberg                      | 4167                  | 0                | Plößberg          | [ 70 ]           |
| Poppenreuth                   | 4112                  | 0                | Waldershof        | [ 71 ]           |
| Pullenreuth                   | 4210                  | 1                | Pullenreuth       | [ 72 ]           |
| Punreuth                      | 4215                  | 0                | Immenreuth        | [ 73 ]           |
| Querenbach                    | 4105                  | 0                | Waldsassen        | [ 74 ]           |
| Reuth b.Erbendorf             | 4143                  | 0                | Krummennaab       | [ 75 ]           |
| Reuth b.Erbendorf             | 4143                  | 1                | Reuth b.Erbendorf | [ 75 ]           |
| Reuth b.Kastl                 | 4237                  | 0                | Kastl             | [ 76 ]           |
| Riglasreuth                   | 4204                  | 0                | Neusorg           | [ 77 ]           |
| Rodenzenreuth                 | 4107                  | 0                | Waldershof        | [ 78 ]           |
| Rosall                        | 4144                  | 0                | Tirschenreuth     | [ 79 ]           |
| Röthenbach a.Steinwald        | 4142                  | 0                | Reuth b.Erbendorf | [ 80 ]           |
| Sassenhof                     | 4140                  | 0                | Krummennaab       | [ 81 ]           |
| Schlackenhof                  | 4224                  | 0                | Kemnath           | [ 82 ]           |
| Schönficht                    | 4163                  | 0                | Falkenberg        | [ 83 ]           |
| Schönficht                    | 4163                  | 0                | Plößberg          | [ 83 ]           |
| Schönhaid                     | 4127                  | 0                | Wiesau            | [ 84 ]           |
| Schönkirch                    | 4165                  | 0                | Plößberg          | [ 85 ]           |
| Schönreuth                    | 4228                  | 0                | Kemnath           | [ 86 ]           |
| Schwarzenbach                 | 4156                  | 0                | Bärnau            | [ 87 ]           |
| Schwarzenbach                 | 4156                  | 1                | Tirschenreuth     | [ 87 ]           |
| Thanhausen                    | 4160                  | 0                | Bärnau            | [ 88 ]           |
| Thumsenreuth                  | 4138                  | 0                | Krummennaab       | [ 89 ]           |
| Tirschenreuth                 | 4149                  | 0                | Tirschenreuth     | [ 90 ]           |
| Trautenberg                   | 4141                  | 0                | Krummennaab       | [ 91 ]           |
| Trautenberg                   | 4141                  | 1                | Reuth b.Erbendorf | [ 91 ]           |
| Trevesen                      | 4212                  | 0                | Pullenreuth       | [ 92 ]           |
| Unterbruck                    | 4240                  | 0                | Kastl             | [ 93 ]           |
| Voitenthan                    | 4130                  | 0                | Friedenfels       | [ 94 ]           |
| Voitenthan                    | 4130                  | 1                | Fuchsmühl         | [ 94 ]           |
| Voitenthan                    | 4130                  | 2                | Wiesau            | [ 94 ]           |
| Walbenreuth                   | 4111                  | 0                | Waldershof        | [ 95 ]           |
| Waldeck                       | 4229                  | 0                | Kemnath           | [ 96 ]           |
| Waldershof                    | 4108                  | 0                | Waldershof        | [ 97 ]           |
| Waldsassen                    | 4104                  | 0                | Waldsassen        | [ 98 ]           |
| Wernersreuth                  | 4122                  | 0                | Bad Neualbenreuth | [ 99 ]           |
| Wernersreuth                  | 4122                  | 0                | Waldsassen        | [ 99 ]           |
| Wetzldorf                     | 4134                  | 0                | Erbendorf         | [ 100 ]          |
| Wiesau                        | 4126                  | 0                | Wiesau            | [ 101 ]          |
| Wiesau                        | 4126                  | 1                | Mitterteich       | [ 101 ]          |
| Wildenau                      | 4166                  | 0                | Plößberg          | [ 102 ]          |
| Wildenreuth                   | 4137                  | 0                | Erbendorf         | [ 103 ]          |
| Wolframshof                   | 4238                  | 0                | Kastl             | [ 104 ]          |
| Wondreb                       | 4145                  | 0                | Tirschenreuth     | [ 105 ]          |
| Zinst                         | 4220                  | 0                | Kulmain           | [ 106 ]          |
| Zwergau                       | 4230                  | 0                | Kemnath           | [ 107 ]          |

## Quelle
- Gemarkungs- und Gemeindeverzeichnis. Landesamt für Digitalisierung, Breitband und Vermessung, 14. Juli 2020, abgerufen am 29. Januar 2021.

## Einzelnachweis Fläche
1. ↑  geolytics.de
2. ↑  Gemarkung Ahornberg
3. ↑  Gemarkung Atzmannsberg
4. ↑  Gemarkung Bärnau
5. ↑  Gemarkung Bärnhöhe
6. ↑  Gemarkung Beidl
7. ↑  Gemarkung Berndorf
8. ↑  Gemarkung Betzenmühle
9. ↑  Gemarkung Brand
10. ↑  Gemarkung Dechantsees
11. ↑  Gemarkung Dippersreuth
12. ↑  Gemarkung Ebnath
13. ↑  Gemarkung Eisersdorf
14. ↑  Gemarkung Ellenfeld
15. ↑  Gemarkung Erbendorf
16. ↑  Gemarkung Falkenberg
17. ↑  Gemarkung Fortschau
18. ↑  Gemarkung Friedenfels
19. ↑  Gemarkung Fuchsmühl
20. ↑  Gemarkung Griesbach
21. ↑  Gemarkung Groschlattengrün
22. ↑  Gemarkung Großensees
23. ↑  Gemarkung Großensterz
24. ↑  Gemarkung Großklenau
25. ↑  Gemarkung Großkonreuth
26. ↑  Gemarkung Gumpen
27. ↑  Gemarkung Guttenberg
28. ↑  Gemarkung Hauxdorf
29. ↑  Gemarkung Helmbrechts
30. ↑  Gemarkung Höflas
31. ↑  Gemarkung Hohenhard
32. ↑  Gemarkung Hohenthan
33. ↑  Gemarkung Hohenwald
34. ↑  Gemarkung Höll u.Haid
35. ↑  Gemarkung Immenreuth
36. ↑  Gemarkung Kaibitz
37. ↑  Gemarkung Kastl
38. ↑  Gemarkung Kemnath
39. ↑  Gemarkung Kondrau
40. ↑  Gemarkung Konnersreuth
41. ↑  Gemarkung Kössain
42. ↑  Gemarkung Kötzersdorf
43. ↑  Gemarkung Krummennaab
44. ↑  Gemarkung Kulmain
45. ↑  Gemarkung Langentheilen
46. ↑  Gemarkung Lenau
47. ↑  Gemarkung Lengenfeld b.Groschlattengrün
48. ↑  Gemarkung Lengenfeld b.Tirschenreuth
49. ↑  Gemarkung Leonberg
50. ↑  Gemarkung Liebenstein
51. ↑  Gemarkung Lochau
52. ↑  Gemarkung Löschwitz
53. ↑  Gemarkung Mähring
54. ↑  Gemarkung Matzersreuth
55. ↑  Gemarkung Mengersreuth
56. ↑  Gemarkung Mitterteich
57. ↑  Gemarkung Münchenreuth
58. ↑  Gemarkung Neualbenreuth
59. ↑  Gemarkung Neuköslarn
60. ↑  Gemarkung Neusorg
61. ↑  Gemarkung Oberbruck
62. ↑  Gemarkung Oberwappenöst
63. ↑  Gemarkung Ottengrün
64. ↑  Gemarkung Pechbrunn
65. ↑  Gemarkung Pfaben
66. ↑  Gemarkung Pfaffenreuth
67. ↑  Gemarkung Pilgramsreuth
68. ↑  Gemarkung Pilmersreuth a.Wald
69. ↑  Gemarkung Pleußen
70. ↑  Gemarkung Plößberg
71. ↑  Gemarkung Poppenreuth
72. ↑  Gemarkung Pullenreuth
73. ↑  Gemarkung Punreuth
74. ↑  Gemarkung Querenbach
75. ↑  Gemarkung Reuth b.Erbendorf
76. ↑  Gemarkung Reuth b.Kastl
77. ↑  Gemarkung Riglasreuth
78. ↑  Gemarkung Rodenzenreuth
79. ↑  Gemarkung Rosall
80. ↑  Gemarkung Röthenbach a.Steinwald
81. ↑  Gemarkung Sassenhof
82. ↑  Gemarkung Schlackenhof
83. ↑  Gemarkung Schönficht
84. ↑  Gemarkung Schönhaid
85. ↑  Gemarkung Schönkirch
86. ↑  Gemarkung Schönreuth
87. ↑  Gemarkung Schwarzenbach
88. ↑  Gemarkung Thanhausen
89. ↑  Gemarkung Thumsenreuth
90. ↑  Gemarkung Tirschenreuth
91. ↑  Gemarkung Trautenberg
92. ↑  Gemarkung Trevesen
93. ↑  Gemarkung Unterbruck
94. ↑  Gemarkung Voitenthan
95. ↑  Gemarkung Walbenreuth
96. ↑  Gemarkung Waldeck
97. ↑  Gemarkung Waldershof
98. ↑  Gemarkung Waldsassen
99. ↑  Gemarkung Wernersreuth
100. ↑  Gemarkung Wetzldorf
101. ↑  Gemarkung Wiesau
102. ↑  Gemarkung Wildenau
103. ↑  Gemarkung Wildenreuth
104. ↑  Gemarkung Wolframshof
105. ↑  Gemarkung Wondreb
106. ↑  Gemarkung Zinst
107. ↑  Gemarkung Zwergau